# Сервон
Сервон (фр. Cervon) је насеље и општина у источном делу централне Француске у региону Бургоња, у департману Нијевр која припада префектури Кламси.
По подацима из 2011. године у општини је живело 596 становника, а густина насељености је износила 11,02 становника/km². Општина се простире на површини од 54,06 km². Налази се на средњој надморској висини од 305 метара (максималној 408 m, а минималној 192 m).

## Демографија
| 1962. | 1968. | 1975. | 1982. | 1990. | 1999. | 2011. |
| ----- | ----- | ----- | ----- | ----- | ----- | ----- |
| 810   | 836   | 718   | 683   | 629   | 661   | 596   |

График промене броја становника у току последњих година